# Bieczany
Bieczany (lit. Bėčionys) − wieś na Litwie, w gminie rejonowej Soleczniki, zamieszkana przez 28 ludzi, 3,5 km na północ od Dziewieniszek.

## Historia
W czasach zaborów w gminie Dziewieniszki, w powiecie oszmiańskim, w guberni wileńskiej Imperium Rosyjskiego. W 1866 roku liczyła 22 dusze rewizyjne, należała do dóbr Mieżany, własność Umiastowskich
Po I wojnie światowej weszły w skład okręgu wileńskiego Zarządu Cywilnego Ziem Wschodnich. W latach 1920–1922 na terenie Litwy Środkowej.
W latach 1922–1945 wieś i zaścianek leżały w Polsce, w województwie wileńskim, w powiecie oszmiańskim, w gminie Dziewieniszki.
W 1931 we wsi w 17 domach zamieszkiwało 76 osób, zaścianek w 2 domach zamieszkiwało 8 osób.
Wierni należeli do parafii rzymskokatolickiej w Dziewieniszkach. Miejscowość podlegała pod Sąd Grodzki w Holszanach i Okręgowy w Wilnie; właściwy urząd pocztowy mieścił się w Dziewieniszkach.